# Джон Бартон Пейн
Джон Бартон Пейн ( англ. John Barton Payne; 26 січня 1855, Прунтітаун, округ Тейлор, штат Західна Вірджинія — 24 січня 1935, Вашингтон, округ Колумбія) — американський юрист, політик, державний діяч, 27-й міністр внутрішніх справ США (1920—1921). Діяч міжнародного руху Червоного Хреста. Президент Ліги громад Червоного Хреста з 1922 по 1935 рік.

## Біографія

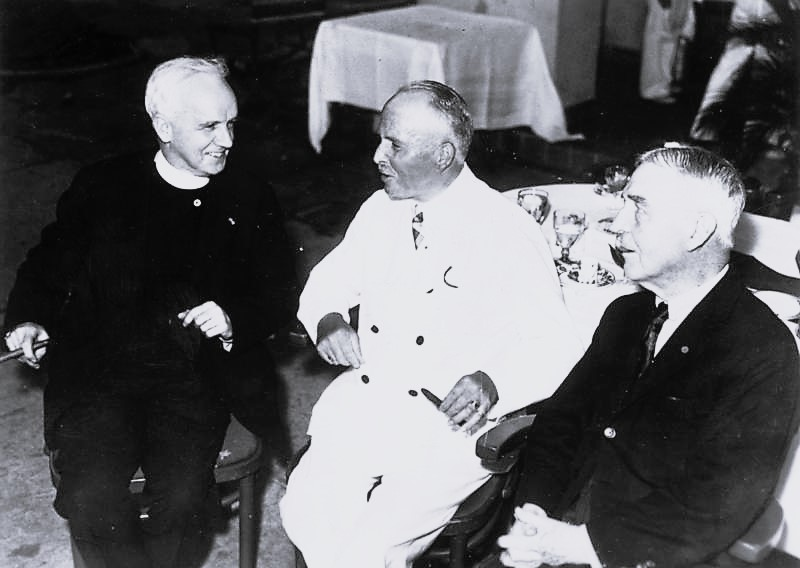
Зустріч керівників Червоного Хреста у Гонолулу, перед проведенням Міжнародного конгресу Червоного Хреста у Токіо. З лівого боку праворуч: Делегат Джорджтаунського університету W. Coleman Nevils, президент Німецького Червоного Хреста Карл Едуард, герцог Саксен-Кобург-Готский, голова американського Червоного Хреста Джон Бартон Пейн, 1934

Син фермера. У 1876 року його було прийнято до асоціації адвокатів Західної Вірджінії. Через п'ять років Пейн зайнявся політичною діяльністю, його було обрано головою відділку Демократичної партії округу Престон. Після переїзду до Чикаго його було обрано місцевим суддею (1893). Після відставки з цієї посади 1898 року Пейн став старшим партнером у приватній юридичній фірмі.
З початком Першої світової війни вирушив до Вашингтону, де працював консультантом у Корпорації торговельного флоту і залізничної адміністрації США. Брав участь у організації післявоєнної націоналізації залізничної системи Сполучених Штатів.
З 1919 по 1920 роки працював головою Ради з морських перевезень США.
З 15 березня 1920 по 4 березня 1921 року обіймав посаду міністра внутрішніх справ США за президентства Вудро Вільсона.
З жовтня 1921 року до своєї смерті Пейн був головою Американського Червоного Хреста.
1922 року Джон Пейн обійняв після Генрі Девісона посаду голови Ліги громад Червоного Хреста, заснованої у 1919 рокові. Центром його роботи у Американськім Червонім Хресті було сприяти волонтерам і професіоналізувати роботу Червоного Хреста за рахунок збільшення зайнятості штатних співробітників. Також він організував розширення діяльності Американського Червоного Хреста у міжнародний місіях із надання допомоги та у сфері підвищення добробуту під час Великой депресії.
1919 року Пейн надав у дарунок 50 витворів художнього мистецтва та 100 тис. доларів на створення Художнього музею у Річмонді. Спрівпрацюючи з губернатором Вірджинії Джоном Полардом та Управлінням суспільних робіт США, сприяв у 1932 році створенню Художнього музею Вірджинії.
Помер 1935 року від пневмонії після операції із видалення апендициту.

## Пам'ять
- У роки Другої світової війни його ім'ям було назнано тип судна «Ліберті» SS John Barton Payne.